# Eduard Michael Kafka
Eduard Michael Joseph Kafka (* 11. März 1869 in Wien; † 3. August 1893 in Brünn) war Herausgeber der Zeitschrift Moderne Dichtung (spät. Moderne Rundschau) und Redakteur der Zeitschrift Allgemeine Kunstchronik. Er schrieb auch unter dem Pseudonym Siegwin Freimuth. 

## Anfänge

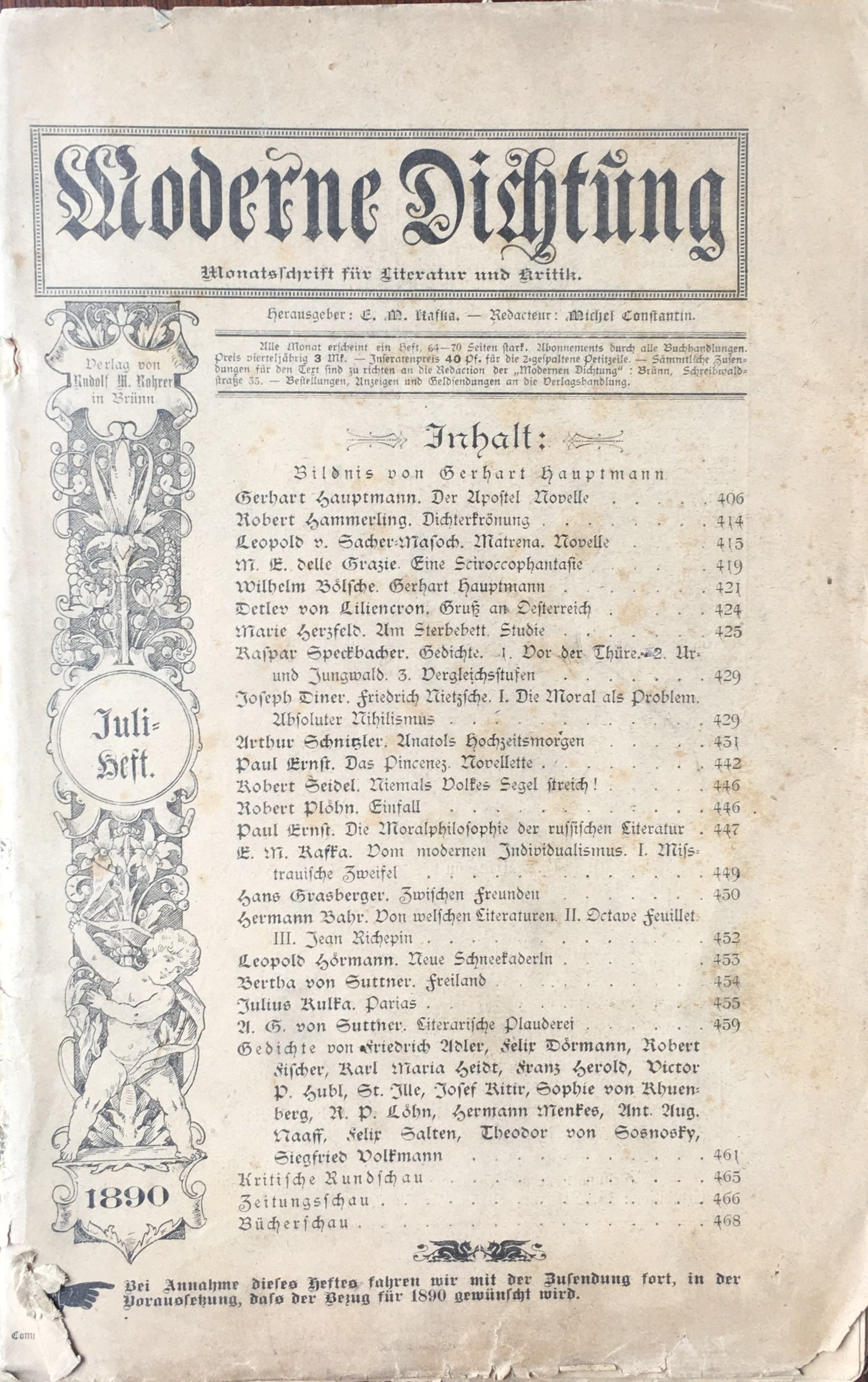
Moderne Dichtung, Umschlag, 1. Juli 1890

Kafka kam als illegitimes Kind der Schauspielerin Maria Theresia Constantin (28. Juli 1848 – 17. Januar 1910 in Wien, Tochter von Michael C. und Maria, geb. Binder) und des Fabrikanten Eduard Kafka (Sohn von Heinrich K. und Carolina Pollak) in Wien zur Welt. Durch Konversion der Mutter zum Judentum (18. Oktober 1869, nunmehr mit Vorname „Sara“) und anschließende Ehe der Eltern am 28. November d. J. wurde er nachträglich legitimiert. Er hatte einen Bruder, Ferdinand, der zum Zeitpunkt seines Todes als Dragoner diente.
Zunächst studierte Eduard Michael Kafka an der Textilschule in Brünn, ehe er sich an der Universität Wien für Staatswissenschaften, Kunstgeschichte und Philosophie einschrieb. Ab 1888 begann er journalistisch aufzutreten. Er stand mit den damals in Paris lebenden Hermann Bahr in einem Briefwechsel, worin er Bahr aufforderte, die „moderne“ Dichtung (des Naturalismus) in Österreich zum Durchbruch zu verhelfen, wenn er schon eine neue Literatur in Österreich begründe.

## Moderne Dichtung und Moderne Rundschau

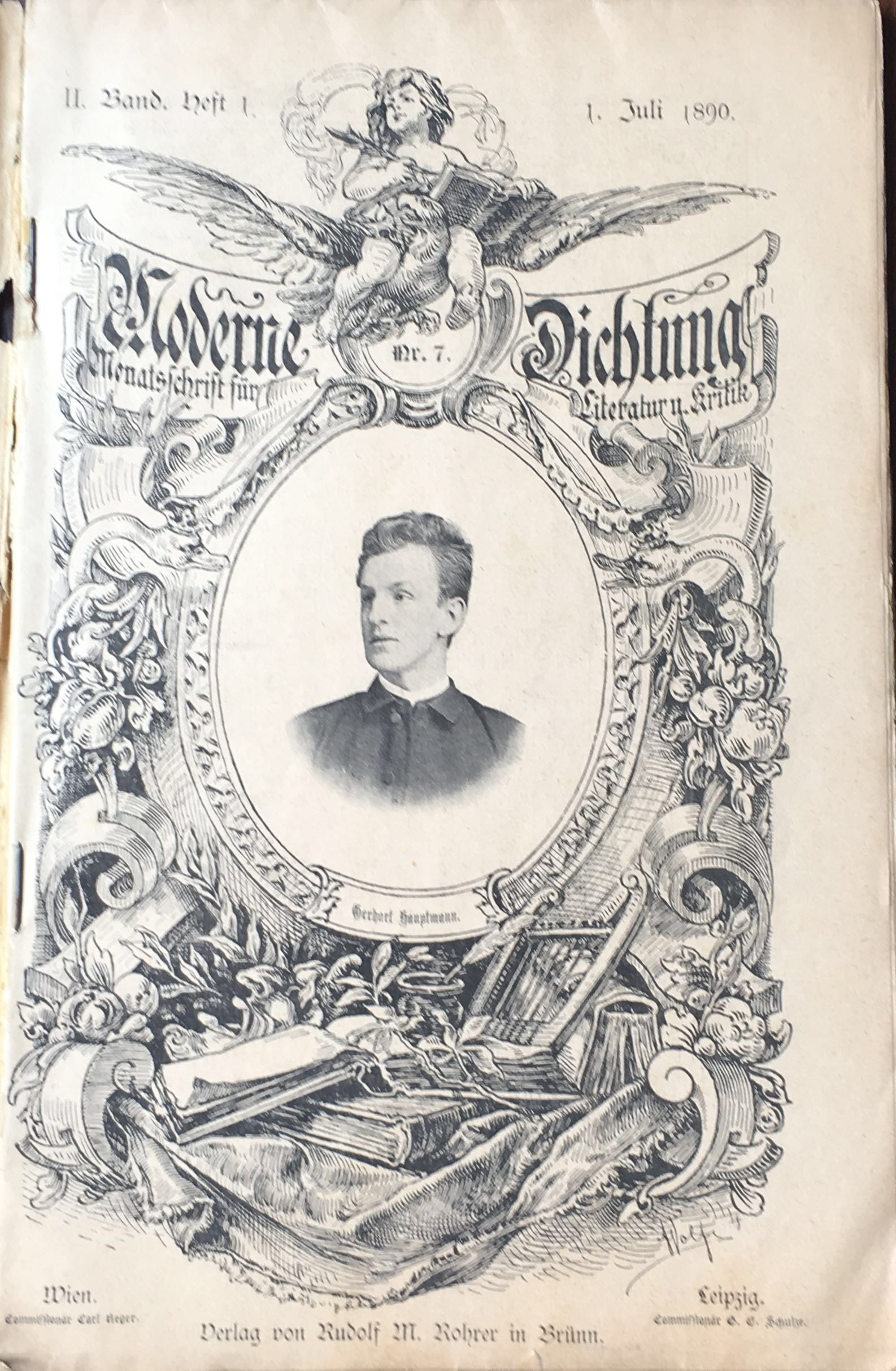
Titelblatt, 1. Juli 1890

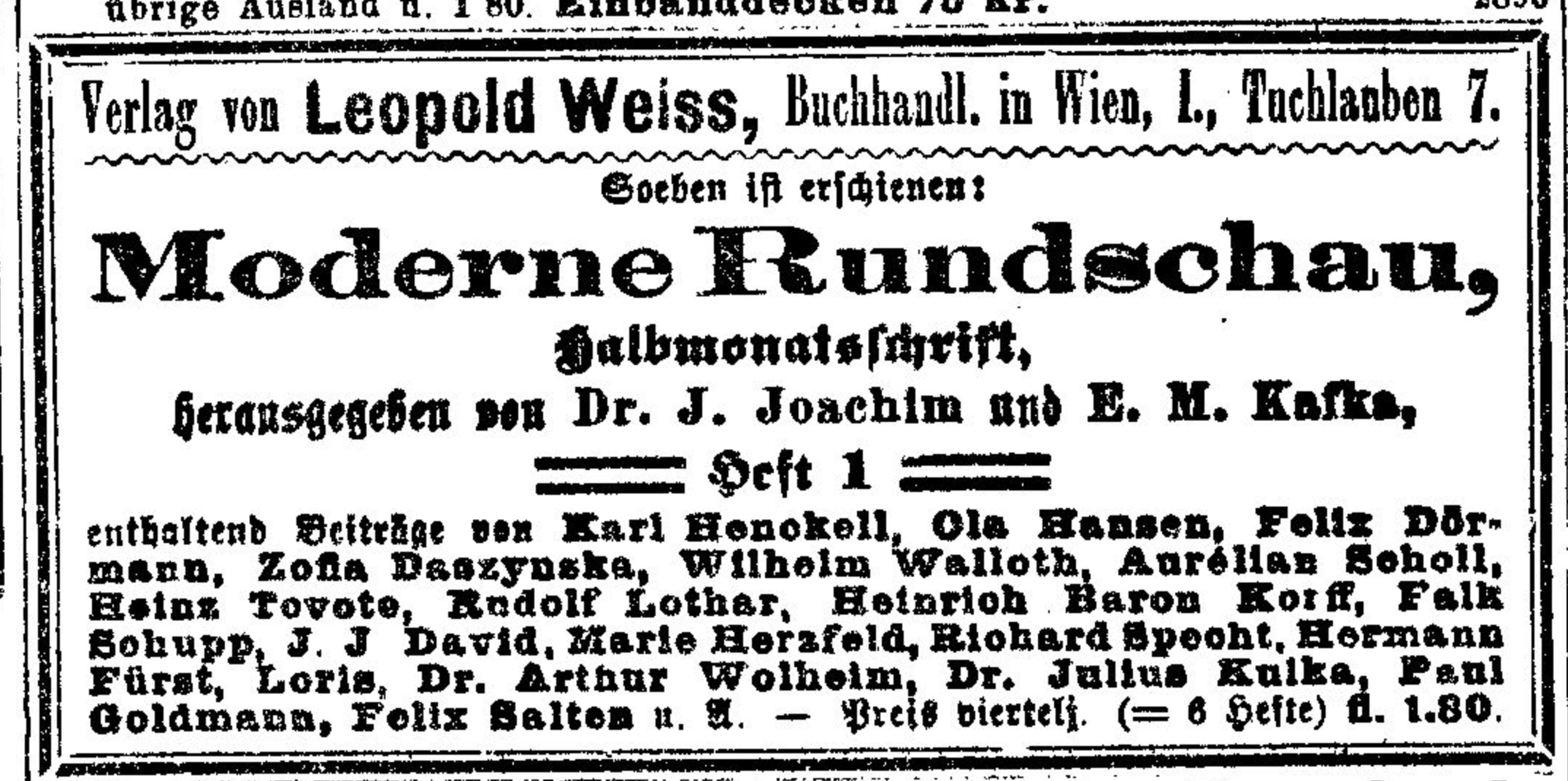
Anzeige des 1. Hefts der Modernen Rundschau

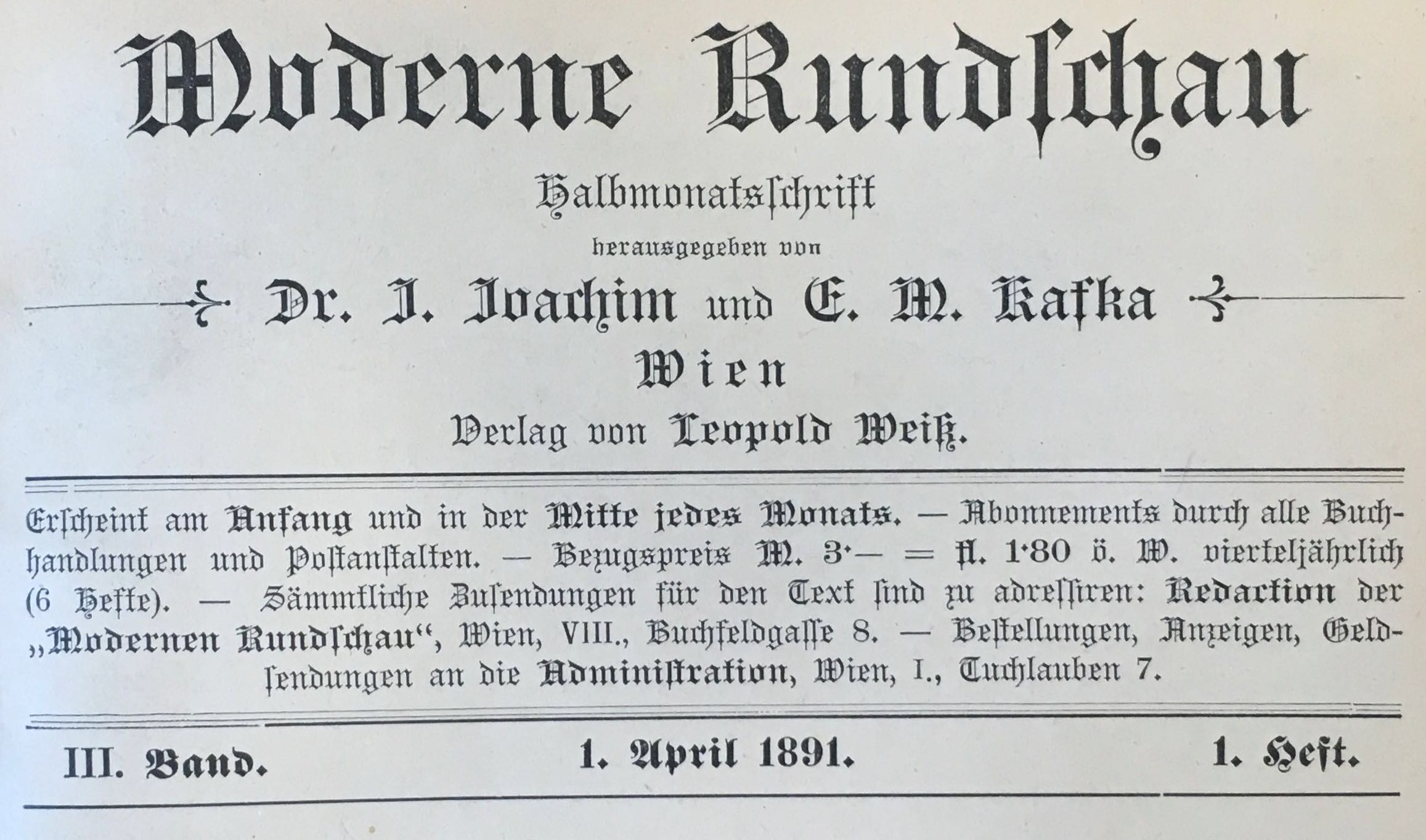
Seitenkopf des ersten Hefts der Modernen Rundschau, 1. April 1891

Mit diesem Ziel gab Kafka ab 1890 in Brünn die Monatsschrift für Literatur und Kritik unter dem Titel Moderne Dichtung heraus. Ab ihrem 2. Jahrgang erschien sie zweimal im Monat als Moderne Rundschau in Wien. In deren erstem Heft bekräftigten die beiden Herausgeber Kafka und Jacques Joachim ihre Absicht, „das gesamte Leben der Zeit in seinen Zusammenhängen zu erfassen und ein getreues Bild zu entrollen der gewaltigen Umwälzung, welche der moderne Geist in unserer ganzen Anschauungswelt hervorgerufen“.
Als Redakteur dieser Zeitschrift fungierte Friedrich M. Fels, Mitarbeiter wurden unter anderem Ludwig Anzengruber, Wilhelm Bölsche, Michael Georg Conrad, Richard Dehmel, Gerhart Hauptmann, Adolf Pichler, Ferdinand von Saar, Felix Salten und Arthur Schnitzler.
Im Dezember 1891 wurde die Zeitschrift eingestellt, die Abonnenten wurden aufgefordert, nunmehr die von S. Fischer verlegte Freie Bühne zu abonnieren: „Mit vorliegendem Heft schließt die ›Moderne Rundschau‹ in ihrer bisherigen Form, um vom 1. Januar 1892 ab als Monatsschrift Freie Bühne für den Entwickelungskampf der Zeit im Verlag von S.Fischer in Berlin zu erscheinen.“

## Weiteres
Im April 1891 war Kafka einer der Veranstalter des Banketts zu Ehren von Henrik Ibsen anlässlich der Wiener Aufführung der Kronprätendenten. Mit Bahr veranstaltete er 1892 eine Vorstellung von Maeterlincks La princesse Maleine im Theater in der Josephstadt in Wien. 
Als Kultur- und Gesellschaftskritiker fand sich Kafka im Naturalismus bestätigt, warnte jedoch vor einem Kultus der Nerven und propagierte eine gesunde, vom Individuum in völliger Freiheit getragene Gesellschaft. Die Lösung sozialer Fragen dachte er sich ohne jede Einflussnahme des Staates. Er kann also als Sozialliberaler angesprochen werden. In diesem Geiste stellte er seiner Zeit die gesellschaftspolitischen Gedankengänge und Umwälzungen der Wiener Revolution von 1848/1849 vor Augen, insbesondere in der Gestalt des Hans Kudlich (Politiker, 1823).

## Werke
- Hans Kudlich und die österreichische Bauernbefreiung. 1888
- Hieroglyphen, moderne Märchen. 1890
- Der Individualismus. 1891.
- Moderne Dichtung online